# 平野長泰
平野 長泰（ひらの ながやす）は、安土桃山時代の武将、江戸時代前期の旗本。賤ヶ岳の七本槍の1人。

## 出自
平野氏は桓武平氏直方流を称した鎌倉幕府の執権北条氏の子孫、北条氏庶流横井氏のさらに分家であるとされる。尾張国海東郡津島の住人となり、中島郡平野村を領したことから村名を姓とした。
ただし、長泰の父・平野長治は元は船橋右京進枝賢と名乗り、清原業賢（船橋業賢）または清原宣賢（船橋宣賢）の子といい、長泰の祖父で北条氏康の元家臣という平野萬久入道の養子となった人物で、長泰は北条氏（平氏）の血筋ではなく清原氏（舟橋氏）の末裔で、縁族に過ぎない。

## 生涯
永禄2年（1559年）、長泰は平野長治の三男として誕生した。通称を権平、諱は初めは長勝と名乗った。
天正7年（1579年）、家人であった父同様に、若くから羽柴秀吉に仕えた。
天正10年（1582年）の本能寺の変の後、秀吉と柴田勝家が対立し、天正11年（1583年）に賤ヶ岳で決戦した際に、福島正則、片桐且元ら6名と共に格別の働きによって一番槍の巧名を顕したと賞され、「賤ヶ岳の七本槍」と称えられた。長泰はこの功績によって河内国で3千石の知行と感状を与えられた。
天正12年（1584年）の小牧・長久手の戦いにおいて、4月9日に長久手で羽柴秀次が敗走した時に長泰は敵に突進して首級を挙げ、5月1日の二重堀砦の戦いでも奮闘して撤退した。
文禄4年（1595年）8月に2千石の加増となり、大和国十市郡田原本近隣七ヶ村において計5千石の知行となった。賤ヶ岳の戦いの功績が再び賞されたためという。
慶長3年（1597年）3月15日、豊臣姓を下賜され、従五位下遠江守に叙任された。
秀吉の死後は徳川家康に従い、慶長5年（1600年）の会津征伐に従軍し、そのまま関ケ原の役では東軍に属した。徳川秀忠に従って中山道隊に加わったが、秀忠隊は関ヶ原の本戦には間に合わなかったために、長泰も目立った手柄を立てることはできなかった。
以後も秀忠に仕えて、慶長17年（1612年）に二条城の御殿の普請に加わって功を賞された。
慶長19年（1614年）の大坂の陣が起こると、福島正則のように旧恩に報いるため豊臣方に合流しようと奔走し、長泰は家康に大坂城入城を直訴したが、許されず、江戸留守居役を命じられ、これに従った。
以後は江戸幕府の大身旗本として、秀忠の安西衆の1人に取り立てられ、3代将軍家光の代まで長寿を全うした。
寛永5年（1628年）、死去。享年70。
子孫は大身旗本として交代寄合となり、江戸城での席も柳間詰で大名に準じた。子の長勝の代で長泰の血統は途切れ、徳川家綱の命により、家綱生母の異母弟長政が養子入りした。その後も養子を迎えつつ、旗本平野家は9代続いて領地移転も無く明治まで存続し、明治新政府の高直しにより大名となって田原本藩を立藩した。

## 関連作品
小説
- 権平五千石　司馬遼太郎　『週刊新潮』1965年（昭和40年）1月11日増大号　『侍はこわい』（光文社時代小説文庫　ISBN 4334738095）所収
- 平野遠江守長泰　徳永真一郎　『賤ヶ岳七本槍　秀吉を支えた勇将たちの生涯』（PHP研究所　ISBN 4569564739）所収